# دیندارلو (فسا)
دیندارلو (فسا)، روستایی از توابع بخش ششده و قره‌بلاغ شهرستان فسا در استان فارس ایران است.

## جمعیت
این روستا در دهستان قره‌بلاغ قرار دارد و بر اساس سرشماری مرکز آمار ایران در سال ۱۳۸۵، جمعیت آن ۱٬۴۳۰ نفر (۳۰۱خانوار) بوده‌است.